# Antonio Escobedo
Antonio Escobedo é um município do estado de Jalisco, no México.